# Редкліфф Голл

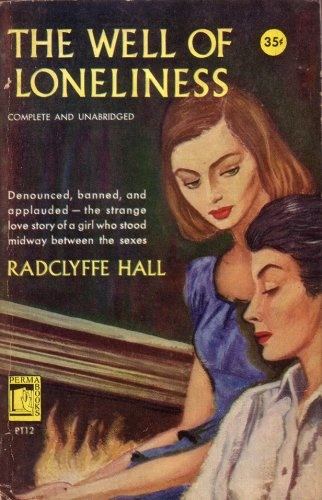
Обкладинка «», видання 1951 року

Редкліфф Голл, повне ім'я: Марґеріт Редкліфф Голл (англ. Radclyffe Hall, Marguerite Radclyffe Hall; 12 серпня 1880, Борнмут — 7 жовтня 1943 року, Лондон) — англійська поетеса і письменниця. Авторка роману «Криниця самотности», новаторського у лесбійській літературі. У зрілому віці часто називалась ім'ям Джон.

## Життєпис
Марґеріт Редкліфф Голл народилася у 1880 році в районі «Сонячна галявина», Дарлі-роуд, Борнмут, штат Гемпшир (нині Дорсет), у родині Мері Джейн Діл та заможного благодійника Редкліффа Редкліфф-Голла. Батько незабаром пішов із сім'ї, і мати забороняла Марґеріт бачитися з ним і його родичами. Її вітчимом став професор співу Альберт Візетті. Єдина рідна людина, в чиїй компанії Марґеріт була щаслива, — це бабуся з боку матері, яка періодично приїжджала з Америки й проводила багато часу з онукою, дбайливо її радуючи й розважати.
Здобула освіту в Лондонському королівському коледжі, а потім у Німеччині.
У 21 рік Марґеріт успадкувала після смерті діда близько 10 мільйонів доларів, покинула ненависний будинок і почала жити у своє задоволення.
Голл була лесбійкою та описувала це як «вроджену інверсію», взявши термін з праць Гевлока Елліса та інших сексологів початку XX століття.
У 1907 році в німецькому спа-центрі Бад-Гомбург 27-річна Голл познайомилася з відомою співачкою-аматоркою Мейбл Баттен (на прізвисько «Леді»). На той час Баттен мала 51 рік, дорослих дітей та онуків. Вони закохалися, і після смерті чоловіка Баттен почали жити разом. Баттен дала Голл прізвисько «Джон», зазначивши її схожість з одним із предків-чоловіків. Після смерти Мейбл Баттен у 1916 році Голл забальзамувала її труп і поклала на нього срібне розп'яття, благословлене папою.
У 1915 році Голл закохалася у двоюрідну сестру Баттен — скульпторку Уну Трубрідж (1887—1963), що мала чоловіка віцеадмірала і малу доньку. У 1917 році Редкліфф Голл і Уна Трубрідж почали жити разом: з 1924 по 1929 рік на 37 Holland Street, Kensington у Лондоні, а в 1930-ті — в містечку Рай, Східний Сассекс, відомому численними письменниками, включаючи її сучасника Е. Ф. Бенсона. Ці стосунки тривали до смерті Редкліфф Голл.
У 1934 році Голл і Трубрідж відпочивали на лікувальному курорті Баньоль-де-л'Орн в Нормандії. Там Тубрідж захворіла, і для догляду за нею запросили медсестру з Американського Госпіталю в Парижі, російську еміґранку Євгенію Сулину. Голл закохалася в Сулину і зав'язала з нею тривалий роман, який Трубрідж болісно терпіла. Голл допомагає Сулиній грошима, спочатку епізодично, а потім починає утримувати її, оплачуючи оренду паризької квартири, одяг. Докладає величезних зусиль, щоб забезпечити Сулиній французьке громадянство. Протягом багатьох років Голл мала стосунки й з іншими жінками, зокрема зі зпівачкою і акторкою Етель Вотерз. Їх не бентежили настанови церкви щодо одностатевих стосунків. Католицизм Редкліфф Голл сусідив з довічною прихильністю до спіритизму і перевтілень.
Редкліфф Голл померла у 63 років від раку товстої кишки, переживши кілька безуспішних операцій. Похована на Гайґейтському кладовищі в північному Лондоні біля входу в камеру сім'ї Баттен, де також похована Мейбл Баттен.

## Творчість
У 1920-х роках Марґеріт Редкліфф Голл почала писати романи та підписуватися як Редкліфф Голл.
Її «Порода Адама» 1926 року була єдиним романом, крім твору Е. М. Форстера «Перехід до Індії», відзначеним як Премією Феміна, так і Меморіальною премією Джеймса Тейта Блека.
У 1928 році Голл написала «Криницю самотности» — перший роман на неприховану лесбійську тематику, значною мірою автобіографічний. Це спричинило шторм, і Джеймс Дуглас, редактор газети Sunday Express, у статті на першій сторінці заявив: «Я радше дам здоровому хлопчикові чи здоровій дівчині пляшку синильної кислоти, ніж цей роман. Отрута вбиває тіло, але моральна отрута вбиває душу». Книга була заборонена у Великій Британії, але Джонатан Кейп відправив набірні форми до Парижа, де Pegasus Press опублікувало її. Копії були розіслані по всьому світу, включаючи Велику Британію, де митниця вилучила копії по дорозі до книгарні Леонарда Гілла на Грейт-Рассел-стріт. Леонарду Гіллу було пред'явлено звинувачення, і адвокати захисту заручилися підтримкою книги провідних інтелектуалів, включаючи Е. М. Форстера, Вірджинію Вулф і Лоуренса Гаусмана. Магістрат відхилив докази гідності роботи, однак книга продовжувала видаватися за кордоном і була дуже популярна, особливо в Америці. Роман був перекладений одинадцятьма мовами та проданий мільйонним тиражем за життя авторки.
У 1930 році Голл отримала золоту медаль Eichelbergher Humane Award. Була членкинею ПЕН-клубу, ради Товариства психічних досліджень і членкинею Зоологічного товариства.

## Пам'ять
Британський композитор і бонвіван Джеральд Вілсон написав роман із ключем «Дівчата Редкліфф Голл», в якому зобразив себе та коло своїх друзів, включаючи Сесіла Бітона й Олівера Месселя, як школярок-лесбійок у школі під назвою Редкліфф Голл. Роман був написаний під псевдонімом і поширювався приватно, та все ж викликав скандал.

## Праці
| - Кузня (1924) - The Unlit Lamp (1924) - Суботнє життя (1925) - Порода Адама (1926) - Miss Ogilvy Finds Herself (1926) — короткі історії - Криниця самотності (1928) - Господар будинку (1932) - Шосте Блаженство (William Heineman Ltd, London, 1936) | - Присвячується серу Артуру Саллівану (England: s.n., 1894) - Twixt Earth and Stars (London: John and Edward Bumpus Ltd., 1906) - A Sheaf of Verses: Poems (London: J. and E. Bumpus, 1908) - Вірші минулого та сьогодення (London: Chapman And Hall, 1910) - Пісні трьох графств та інші вірші (London: Chapman & Hall, 1913) - Забутий острів (London: Chapman & Hall, 1915) - Рими та ритми (Milan, 1948) |

## Галерея

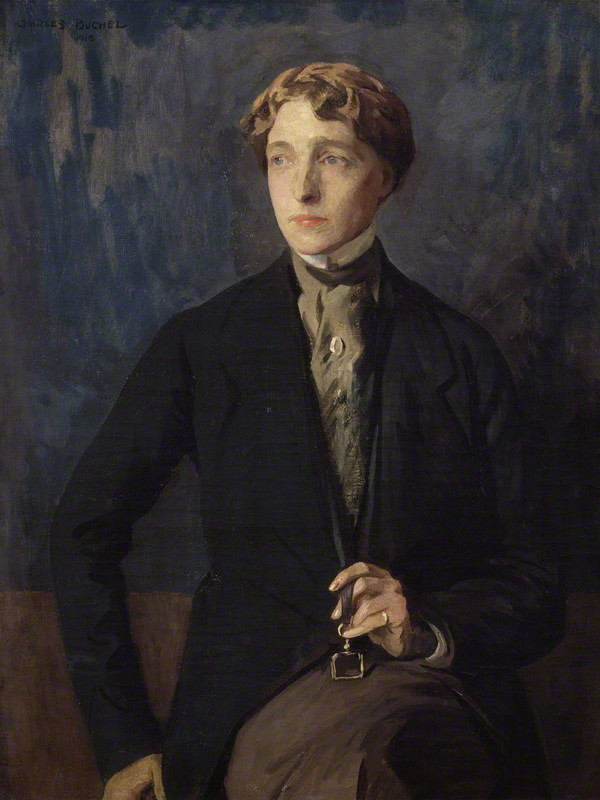
Портрет Редкліфф Голл. Чарльз Бухель (1918)
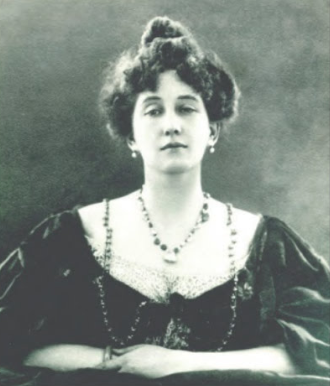
Співачка Мейбл Баттен[en] в 1916 році
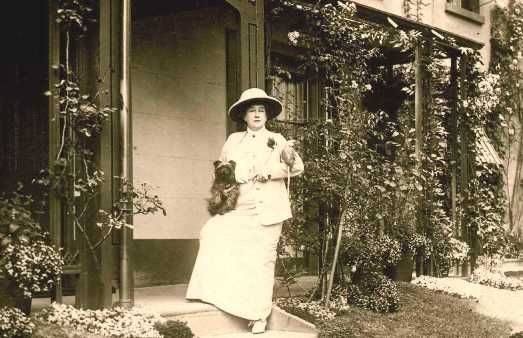
Мейбл Баттен[en] в часи стосунків з Редкліфф Голл
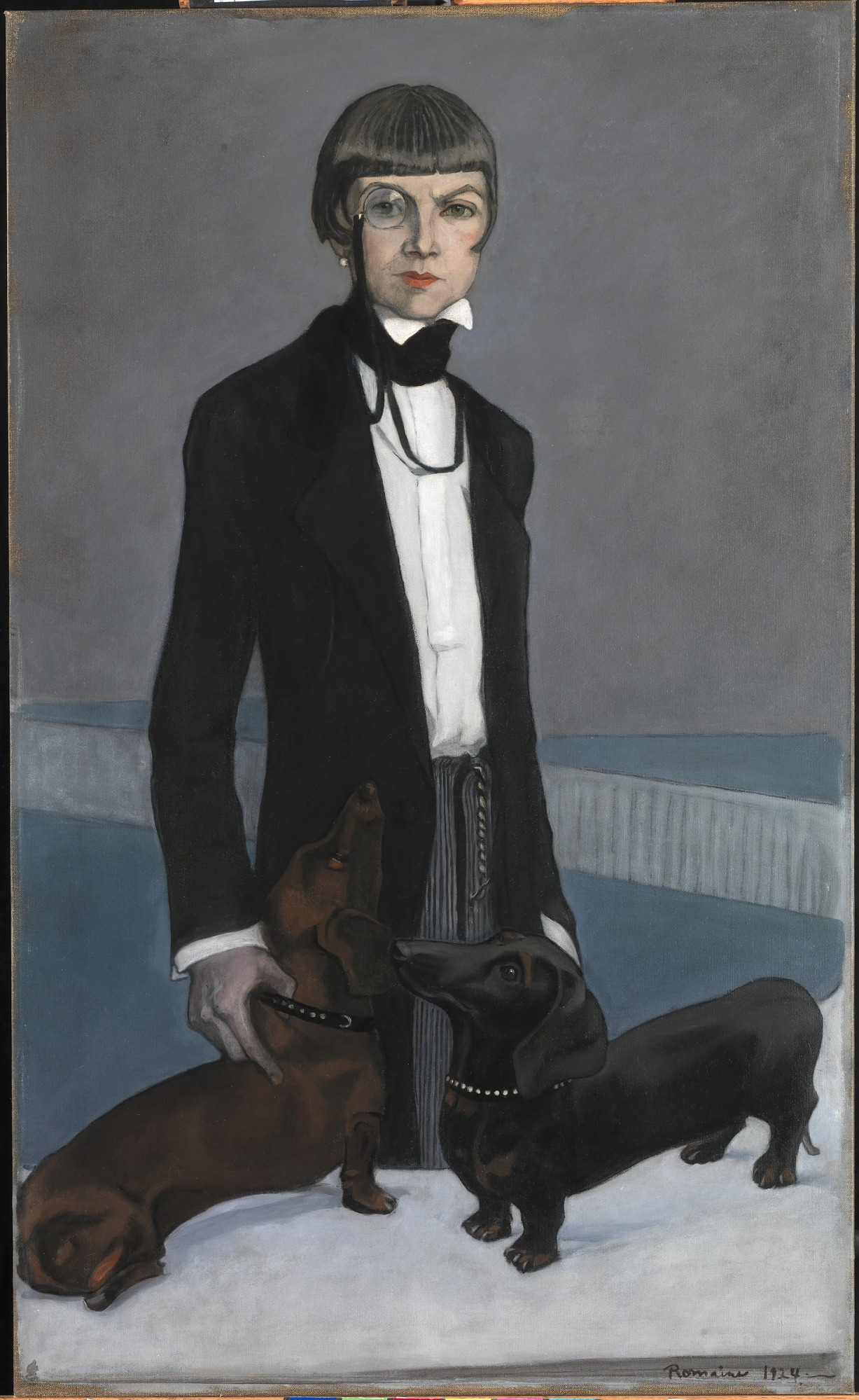
Скульпторка Уна Трубрідж[en]
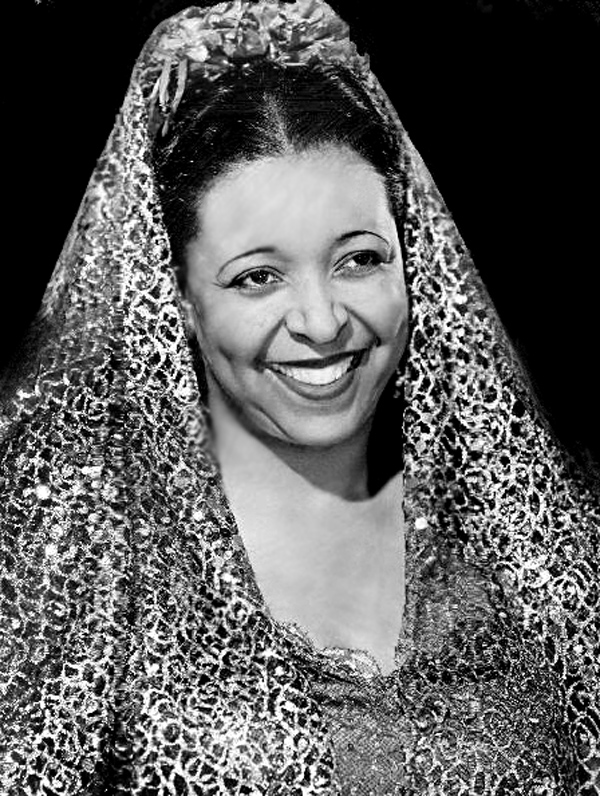
Співачка та акторка Етель Вотерз[en], 1943 рік
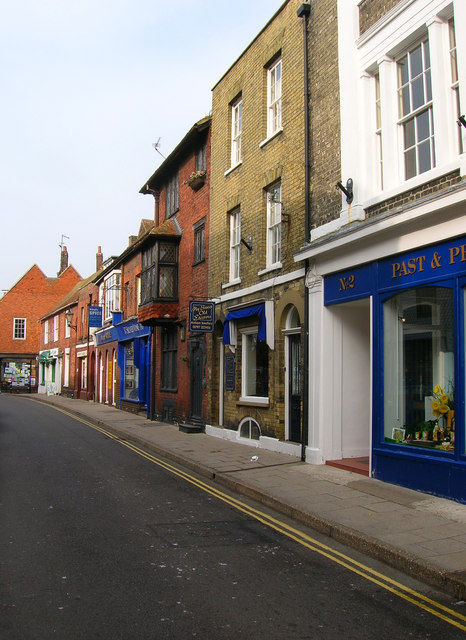
Північна сторона Хай-стріт від Іст-Скелі до пагорба Кондуїт. У темно-червоній будівлі під номером 4 колись жила Редкліфф Голл
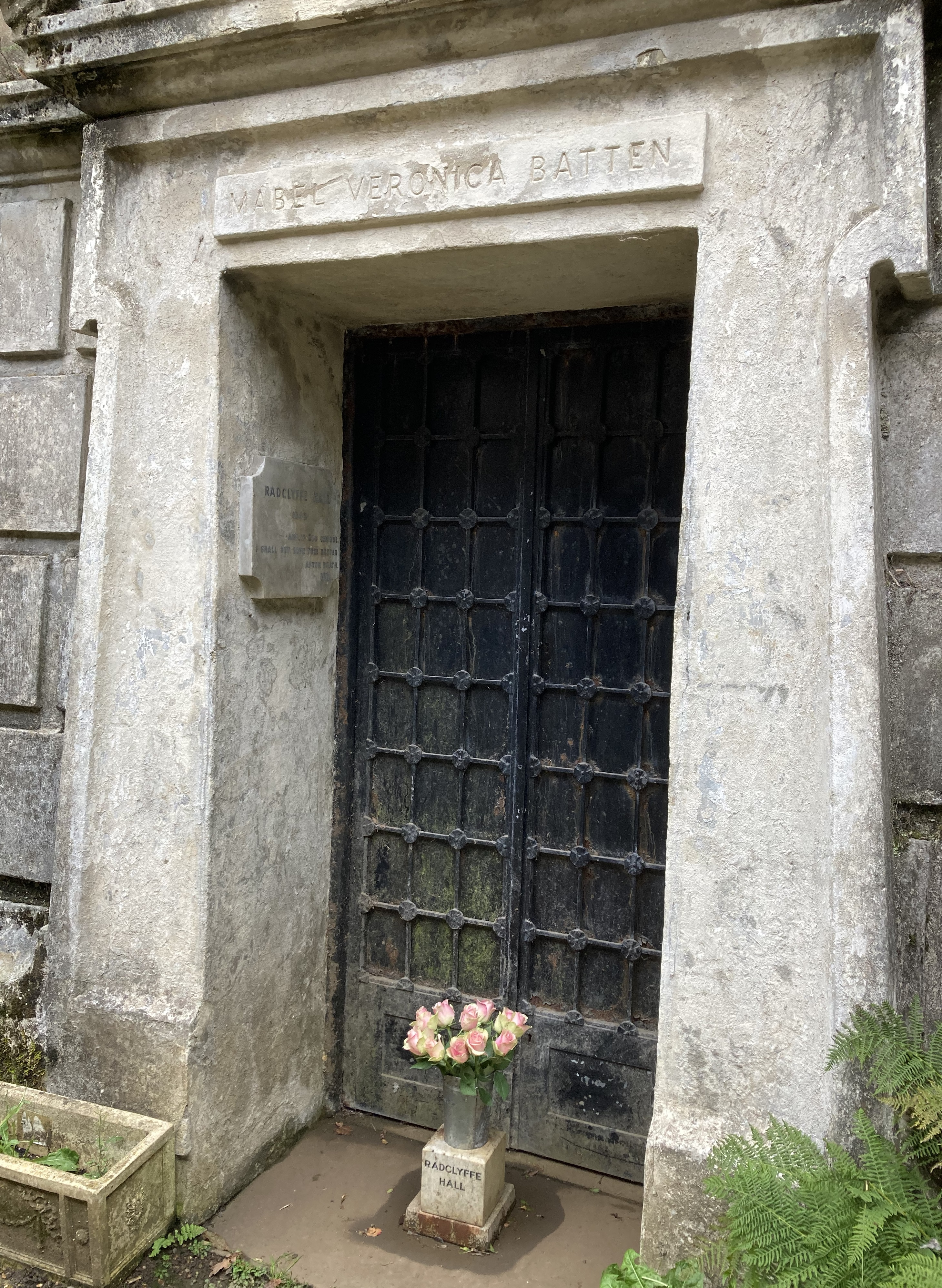
Могила Мейбл Баттен[en] та Редкліфф Голл